# 赖辉煌
赖辉煌，湖州人，是一名清朝政治人物。
赖辉煌曾于光绪三十一年接替张僖任兴化府知府一职，光绪三十二年由管元善接任。